# Aristide Salvatori
Aristide Salvatori (Ripi, 10 dicembre 1838 – Ripi, 25 marzo 1909) è stato un patriota, giornalista e amministratore italiano, operò principalmente dal 1860 fino a fine secolo.
Inizialmente garibaldino, poi mazziniano, promosse uno dei primi quotidiani della Valle Latina post 1870: "Il Lampo", di forti idealità repubblicane.
Partecipò all'invasione del Lazio meridionale con Giovanni Nicotera, e venne arrestato a Vallecorsa. Esiliato a Piacenza, entrò nelle file mazziniane, producendo il giornale "L'Agitatore" e partecipando al tentativo insurrezionale mazziniano definito "Patatrac".

## Condizioni della Valle Latina in età risorgimentale
Aristide Salvatori impegnò gran parte delle sue forze per la realizzazione delle idee democratiche e repubblicane nella Valle Latina della seconda metà del XIX secolo.
In questa terra il processo di idee e rinnovamento politico e sociale che portò all'Unità d'Italia fu lento e spesso duramente represso dalle forze conservatrici. La Valle Latina apparteneva allo Stato Pontificio, fu quindi anch'essa coinvolta in questo processo di rinnovamento. Le difficoltà furono molte, perché si trattava di un territorio povero, con un'economia basata sulla pastorizia, martoriato dalle carestie ed epidemie. L'alfabetizzazione toccava solo una esigua parte della popolazione ed era dovuta principalmente all'azione della Chiesa. Inoltre, questa situazione di arretratezza sociale e povertà favorì nella Valle Latina la nascita del brigantaggio.
Papa Gregorio XVI nella prima metà dell' ‘800 si era opposto a qualsiasi cambiamento amministrativo e sociale, contribuendo così a mantenere lo Stato Pontificio in condizioni di sviluppo inferiori a gran parte d'Italia. I laici erano naturalmente esclusi da gran parte delle responsabilità governative.

Le congregazioni di carità erano l'unica forma di stato sociale,  ma erano male amministrate. Solo dopo il 1870 giunse la monarchia a Roma e quindi anche nella Valle Latina, le popolazioni locali e soprattutto i borghesi vi si adattarono non senza difficoltà.
 Questo, generalmente, l'ambito socio-politico in cui crebbe il patriota Aristide Salvatori, ma ciononostante maturò una propria forte istanza democratica che lo portò ad abbracciare le idee e l'azione di Mazzini.

## Elementi rivoluzionari nella Valle Latina e nella famiglia Salvatori
Sebbene arretrata questa terra è stata comunque ricca di fermenti e personaggi volti a un radicale mutamento della condizione vigente sotto il governo papalino. Basti citare Pietro Sterbini, con cui Salvatori ebbe diretto contatto, oppure il carbonaro Nicola Fabrizi, resosi protagonista di un fallito tentativo insurrezionale nel gennaio 1821 a Torrice, paese  confinante con Ripi. Aristide Salvatori, oltre all'arretratezza del suo territorio, visse dunque anche il fermento di quegli anni, i quali non mancarono di influenzare e mobilitare gli elementi più avanzati della borghesia locale. Molti altri sono i personaggi della Valle Latina che hanno fornito il loro contributo alle vicende risorgimentali fin dalla prima metà dell'Ottocento. Tra questi, Giuseppe Salvatori, fratello maggiore di Aristide, combattente nel "Battaglione Campano" durante il 1848-49 rivoluzionario.

### Il Battaglione Campano
La Repubblica Romana segnò un momento molto importante per la Valle Latina.
Questa terra non fu di certo passiva nel momento della Rivoluzione Europea. Lo stesso papa Pio IX fu in questo contesto considerato come promotore degli ideali indipendentistici e unitari dell'italia. Quindi, tra il marzo e l'aprile Pio IX consentì alle truppe pontificie e ai corpi di volontari di partire da Roma per andare sul confine settentrionale dello Stato Pontificio. Tra queste truppe volontarie ci fu il battaglione nato in "Terra di Campagna", nome che individuava parte del territorio della Valle Latina, appunto il Battaglione Campano.
Questa formazione è nata grazie a una forte istanza della popolazione frusinate, la quale fornì uomini, mezzi e denaro per la partecipazione alla prima Guerra d'Indipendenza. Le autorità, inizialmente organizzarono mezzi e supporto per 250 soldati, ma ben presto il numero dei volontari salì a 400 armati.
Tale battaglione marciò verso il Settentrione, arrivando ad operare per il mantenimento dell'ordine pubblico nel luglio del 1848 a Bologna. Fu subito dopo sciolto dalle autorità; i volontari rimasti vennero fatti confluire nel "Reggimento Unione", che partecipò alla difesa della Repubblica Romana nel 1849.
Giuseppe Salvatori fu ferito in una delle battaglie contro i francesi per la difesa della Capitale

## L'uscita dal Papato e il lungo esilio
Aristide Salvatori varcò per la prima volta i confini della Valle Latina appena dopo l'incontro di Teano (ottobre 1860).
Il 17 marzo 1861 Vittorio Emanuele II, votato unanimemente dal parlamento, divenne Re d'Italia, basando la sua monarchia sullo Statuto di Carlo Alberto.
Salvatori si recò a Rieti, dove prestò servizio di leva fino al mese successivo in cui si congedò.
Nel 1867 egli stesso testimoniò che durante questo incarico prese a far parte dei “Cacciatori del Tevere”.
Questi ultimi nacquero l'8 settembre 1860, in seguito a un accordo tra Cavour e il colonnello Luigi Masi e dalla volontà di 83 perugini in fuga dalla loro città, dopo l'insurrezione repressa dal generale pontificio Schmid avvenuta a Perugia il 7 giugno 1859. Cavour, inviando parlamentari che favorivano le insurrezioni, sfruttò la foga popolare dando agli occhi della Francia un pretesto per l'attacco delle truppe piemontesi nelle regioni centrali della Penisola e, in particolar modo, in Abruzzo, Marche e Umbria.
Il colonnello Masi fu in precedenza comandante del 47º fanteria della brigata di Ferrara, scioltosi a causa della presenza in essa di 300 pericolosi militi, che furono arrestati dalle truppe di Cialdini.
Aristide Salvatori assieme alle truppe si spinse fino a Monterotondo. Il 15 maggio 1862, grazie all'eroismo dimostrato, il corpo entrò a far parte del neonato esercito italiano, per essere poi sciolto nel 1863.
In seguito Salvatori collaborò anche con il conte Edoardo e, assieme ai suoi soldati, fu assegnato al 2° “Battaglione Umbro di Guardia Nazionale”.
Egli interruppe la sua attività in tali ambiti solamente a causa di una grave malattia contratta da suo padre.